# Hushpuppi
 (novembre 2022).
Hushpuppi, Hush ou encore Ray Hushpuppi de son vrai nom Ramon Abbas est un influenceur nigérian accusé par la CIA d'être à la tête d’un réseau de cybercriminels. 
Il est arrêté en juin 2020 à Dubaï lors d'une action commune entre la police locale et la CIA. Il est alors extradé et détenu aux États-Unis pour blanchiment d’argent et escroqueries. Hushpuppi a finalement plaidé coupable pour blanchiment d'argent et condamné à une peine de 11 ans d'emprisonnement en novembre 2022.

## Biographie
Hushpuppi naît le 11 octobre 1982 à Lagos, au Nigéria, dans une famille pauvre. Son père était chauffeur de taxi. 
Ramon Abbas, a vécu un train de vie luxueux, notamment en Malaisie et à Dubaï où il arborait près de 2,8 millions de followers sur Instagram.  Hushpuppi a commencé sa carrière de cybercriminel en tant que Yahoo Boy, rédigeant et envoyant des emails frauduleux avec pour but d'escroquer de l'argent.   